# Prey (альбом)
Prey — восьмой студийный альбом шведской метал-группы Tiamat, вышедший в 2003 году на лейбле Century Media Records.
Композиция «Cain» вошла в саундтрек компьютерной игры Vampire: The Masquerade - Bloodlines.

## Список композиций
Слова и музыка всех песен — Йохан Эдлунд, кроме указанных.
| №                   | Название                               | Текст песни         | Длительность |
| ------------------- | -------------------------------------- | ------------------- | ------------ |
| 1.                  | «Cain»                                 |                     | 5:25         |
| 2.                  | «Ten Thousand Tentacles»               |                     | 1:34         |
| 3.                  | «Wings of Heaven»                      |                     | 4:32         |
| 4.                  | «Love in Chains»                       |                     | 4:24         |
| 5.                  | «Divided»                              |                     | 5:18         |
| 6.                  | «Carry Your Cross and I'll Carry Mine» |                     | 4:37         |
| 7.                  | «Triple Cross»                         |                     | 1:21         |
| 8.                  | «Light in Extension»                   |                     | 4:47         |
| 9.                  | «Prey»                                 |                     | 3:31         |
| 10.                 | «The Garden of Heathen»                |                     | 1:25         |
| 11.                 | «Clovenhoof»                           |                     | 4:54         |
| 12.                 | «Nihil»                                |                     | 6:09         |
| 13.                 | «The Pentagram»                        | Алистер Кроули      | 7:20         |
| Общая длительность: | Общая длительность:                    | Общая длительность: | 59:05        |

| №                   | Название                                                                  | Автор(ы)            | Длительность |
| ------------------- | ------------------------------------------------------------------------- | ------------------- | ------------ |
| 14.                 | «Sleeping (In the Fire)» (бонус-трек, кавер-версия песни группы W.A.S.P.) | Блэки Лолесс        | 3:47         |
| Общая длительность: | Общая длительность:                                                       | Общая длительность: | 62:52        |